# Brusowo (obwód twerski)
Brusowo (ros. Брусово) – osiedle w Rosji, w obwodzie twerskim, w rejonie udomielskim. W 2010 liczyło 959 mieszkańców.